# Nikola Jovanović (basket-ball)
Pour les articles homonymes, voir Nikola Jovanović.
Nikola Jovanović, né le 6 janvier 1994 à Belgrade en Serbie, est un joueur serbe de basket-ball. Il évolue aux postes d'ailier fort et de pivot. Il joue actuellement au Limoges CSP en Betclic Élite.

## Biographie

### Carrière universitaire
Il passe trois années universitaires à l'université du Sud de la Californie où il joue pour les Trojans entre 2012 et 2016.
Le 14 avril 2016, il annonce sa candidature à la draft 2016 de la NBA sur Twitter, faisant l'impasse sur sa dernière année universitaire.

### Carrière professionnelle
Le 23 juin 2016, lors de la draft 2016 de la NBA, il n'est pas sélectionné. Il participe aux NBA Summer League 2016 de Las Vegas avec les Lakers de Los Angeles et d'Orlando avec les Pistons de Détroit.
Le 14 septembre 2016, il signe avec les Pistons de Détroit pour participer au camp d'entraînement. Les Pistons le licencient après une rencontre jouée en pré-saison.
En juillet 2017, Jovanović signe un contrat de 3 ans avec l'Étoile rouge Belgrade.

## Palmares
- Champion de Belgique en 2023 avec le BC Ostende.
- Vice-champion de Belgique en 2024 avec les Antwerp Giants.

## Distinctions personnelles
- Élu meilleur sixième homme de l'année de BNXT League en 2024[4].
- Élu dans la Dream Team de l'année de BNXT League en 2024[4].

## Statistiques

### Universitaires
| Saison    | Équipe | Matchs | Titul. | Min./m | % Tir | % 3pts | % LF | Rbds/m. | Pass/m. | Int/m. | Ctr/m. | Pts/m. |
| --------- | ------ | ------ | ------ | ------ | ----- | ------ | ---- | ------- | ------- | ------ | ------ | ------ |
| 2013-2014 | USC    | 32     | 24     | 20,8   | 51,6  | 27,3   | 76,1 | 4,38    | 0,47    | 0,25   | 0,25   | 8,00   |
| 2014-2015 | USC    | 32     | 31     | 28,0   | 51,5  | 15,4   | 64,6 | 7,00    | 0,47    | 0,41   | 0,75   | 12,31  |
| 2015-2016 | USC    | 34     | 34     | 25,8   | 52,4  | 53,8   | 65,3 | 7,00    | 0,38    | 0,32   | 0,79   | 12,15  |
| Total     | Total  | 98     | 89     | 24,9   | 51,9  | 30,5   | 67,1 | 6,14    | 0,44    | 0,33   | 0,60   | 10,85  |

## Vie privée
Jovanović est le fils de Ljubisa et Dragana Jovanović, et il a une sœur, Tamara, qui est une étudiante-athlète à l'université Loyola Marymount. Son père a joué quinze ans au basket-ball en tant que professionnel en Europe. Jovanović parle couramment le serbe, le français et l'anglais.